# Sophie von Schardt

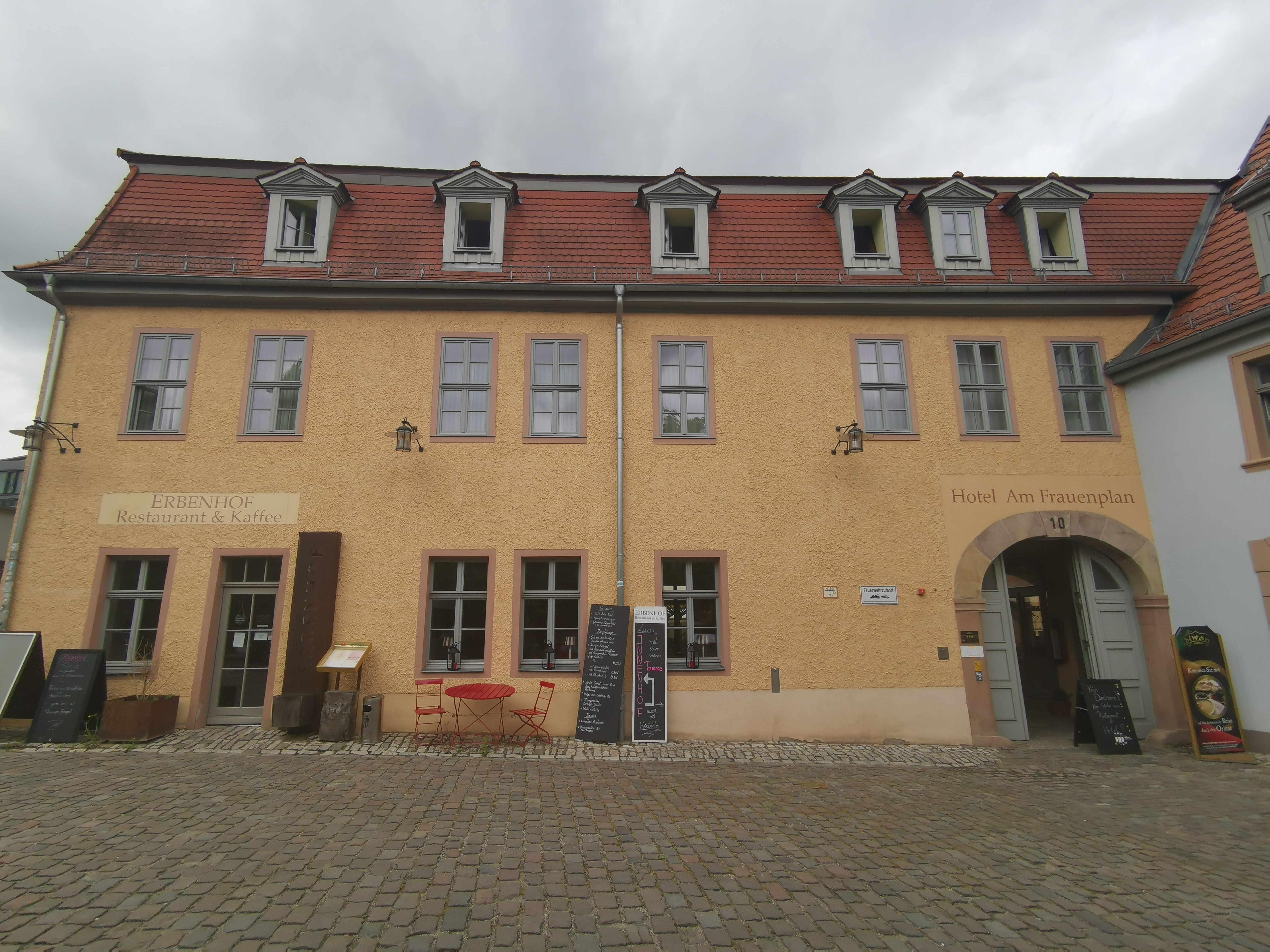
Brauhausgasse 10

Sophie von Schardt, geb. Friederike Sophie Eleonore von Bernstorff (* 23. November 1755 in Hannover; † 30. Juli 1819 in Weimar) war Mitglied der Weimarer Hofgesellschaft zu Goethes Zeit.

## Leben
Ihr Vater war Andreas von Bernstorff, Vizedirektor der Justizkanzlei in Celle, ihre Mutter war Charlotte von Holle. Nach dem frühen Tode ihrer Eltern wurde Sophie im Hause ihres Vetters, des dänischen Staatsministers Johann Hartwig Ernst von Bernstorff aufgenommen, der sich durch sein Eintreten für Friedrich Gottlieb Klopstock um die deutsche Literatur verdient gemacht hatte. 1779 zog Sophie mit der Witwe von Bernstorff, Charitas Emilie, geb. von Buchwald nach Weimar.
Am 28. April 1778 heiratete Sophie den Weimarer Geheimen Regierungsrat Ernst Carl Constantin von Schardt (1743–1833), den ältesten Bruder von Charlotte von Stein. 
Sophie pflegte Kontakte mit zahlreichen  Weimarer Freunden. Dazu zählten der Lyriker und Goethefreund Karl-Ludwig von Knebel und Johann Gottfried Herder, der ihr als ihr Griechisch-Lehrer sehr zugetan war und ihr einige Gedichte gewidmet hat. Zu dem Dichter Zacharias Werner hatte sie ebenfalls ein sehr enges Verhältnis. Ihr Vertrauter und Brieffreund Friedrich Leopold zu Stolberg-Stolberg beriet sie in ihrem Vorhaben, zur katholischen Kirche zu konvertieren, was sie dann auch Ostern 1816 vollzog.
In der Weimarer Gesellschaft war sie ein gern gesehener Gast. Madame de Stael beurteilte sie als eine der sympathischsten Frauen von Weimar, Johann Wolfgang Goethe war gern in der Gesellschaft der "kleinen Schardt", wie er sie nannte.
Sophie von Schardt schrieb Gedichte und machte Übersetzungen aus dem Italienischen und dem Englischen ins Deutsche.
Sie wohnte im Bernstorffschen Haus in der Brauhausgasse 10 in Weimar.